# For os
For os er det andet studiealbum fra den danske rapper og sangskriver Ankerstjerne, der udkom den 23. februar 2015 på ArtPeople. Albummet skulle oprindeligt udkomme den 10. november 2014, men måtte udskydes pga. manglende rettigheder til et sample.
Den første single, "Lille hjerte" (featuring Shaka Loveless) udkom den 25. august 2014. Singlen modtog i oktober 2014 guld. "Vent og se" (featuring Lille) udkom den 5. januar 2015. Albummets anden single, "Mit navn i lys" (featuring Lille og Isaac Kasule) udkom den 26. januar 2015. "Revolver" (featuring Kinck) udkom som albummets tredje single den 25. september 2015.
For os debuterede som nummer otte på hitlisten, med 947 solgte og streamede enheder i den første uge. I september 2015 modtog albummet guld for 10.000 solgte eksemplarer.

## Spor
| #   | Titel                                              | Sangskriver(e)                                       | Producer(e)                        | Længde |
| --- | -------------------------------------------------- | ---------------------------------------------------- | ---------------------------------- | ------ |
| 1.  | "For os"                                           | Lars Ankerstjerne, Burhan Genc                       | Burhan G                           | 2:46   |
| 2.  | "Vent og se" (featuring Lille)                     | Ankerstjerne, Jonas Rendbo                           | Ankerstjerne, Rendbo, Jesper Vivid | 4:27   |
| 3.  | "Mit navn i lys" (featuring Lille og Isaac Kasule) | Ankerstjerne, Genc, Ben Thompson                     | Burhan G, Ben Thompson             | 3:37   |
| 4.  | "Lille Hjerte" (featuring Shaka Loveless)          | Ankerstjerne, Genc, Rendbo, Shaka Loveless           | Burhan G                           | 4:05   |
| 5.  | "De første kærester"                               | Ankerstjerne, Genc, Steffen Brandt, tv·2             | Burhan G                           | 4:11   |
| 6.  | "Hey Jimmy"                                        | Ankerstjerne, Genc, Christian Brøns, Patrik Isaksson | Burhan G                           | 3:47   |
| 7.  | "Tag mig væk" (featuring Joey Moe)                 | Ankerstjerne, Genc, Thompson, Joey Moe               | Burhan G                           | 4:04   |
| 8.  | "Li som Pac"                                       | Ankerstjerne, Genc                                   | Burhan G                           | 3:48   |
| 9.  | "Revolver" (featuring Kinck)                       | Ankerstjerne, Genc                                   | Burhan G                           | 4:11   |
| 10. | "Revolution" (featuring Burhan G)                  | Ankerstjerne, Genc, Allan Gade                       | Burhan G                           | 4:05   |

- "De første kærester" indeholder melodi og tekst fra "De første kærester på månen" (2005) af tv·2.[11]
- "Hey Jimmy" indeholder en sample fra "Du Kan Gøre Hvad Du Vil" (2001) af Christian Brøns.[1]

## Hitliste
| Hitliste (2015)        | Højeste placering |
| ---------------------- | ----------------- |
| Danmark (Album Top-40) | 7                 |

| Hitliste (2015) | Placering |
| --------------- | --------- |
| Danmark         | 28        |

| Land (Organisation) | Certificering |
| ------------------- | ------------- |
| Danmark (IFPI)      | Guld          |